# Aeroportul Municipal Red Oak
Aeroportul Municipal Red Oak (IATA: RDK, ICAO: KRDK, FAA LID: RDK) este un aeroport din Iowa, Statele Unite ale Americii ce deservește zona Red Oak⁠(d). Aeroportul a fost tranzitat în 2017 de 8 pasageri. A fost numit după zona deservită.
Situat la o altitudine de 319 m, aeroportul dispune de 3 piste.

## Infrastructură

### Piste
Aeroportul dispune de 3 piste: 
- pista 5/23 din beton, cu dimensiunile 5.100 picioare × 75 picioare
- pista 13/31 din Iarbă, cu dimensiunile 2.050 picioare × 210 picioare
- pista 17/35 din beton, cu dimensiunile 2.901 picioare × 60 picioare